# Kløvermarkens Idrætsanlæg
Kløvermarkens Idrætsanlæg ligger på det nordlige Amager og består af 
- 20 stk. 11-mands fodboldbaner
- 20 stk. 7-mands forboldbaner
- 2 stk. grusbaner
- 2 stk. kunstgræsbaner
- 1 stk. australsk fodboldbane
- 1 stk. cricket pitch

Endvidere findes der et vægtløftningslokale samt omklædnings- og klubfaciliteter. På anlægget dyrkes der således fodbold, australsk fodbold og vægtløftning. Anlægget er på godt 320.000 kvadratmeter  og hjemmebane for mange fodboldklubber, herunder:
- Amager FC
- Boca Seniors
- Boldklubben Amalie
- BK Hattrick 04
- Boldklubben Olympia 1921
- BK Royal
- FC Køligans
- BPS Kickers
- B.62
- Christianshavns Idræts Klub, Fodboldafdelingen
- Christiania Sports Club
- Copenhagen Juniors
- FC Charles
- FC Nyhavn
- FC Pain
- FC Pharma
- FC Spark
- FC Øregård
- IF Føroyar
- Kløvermarkens Forenede Boldklubber
- Olympia Århus København
- Real Copenhagen Airport
- Sundby Boldklub
- Sundby KFUM
- Sønderbro Fight
- Øresundskollegiets Fodboldklub

## Tidslinie
- Tre træbarakker bygges i 1930'erne som karantæne station (polio) før de i 1955 ombygges til omklædningsrum. Tre ny træbarakker opføres i 1989 til omklædning.
- Ny 2. generations-kunstgræsbane indvies september 1999.
- Ny grusbane siden januar 2000.
- Sundby Boldklubs klubhus tages i brug januar 2000 efter den tvangsflytningen af klubben fra DR Byens nye placering. Tilbygning (af arkiteken Peter Voergaard) af mellembygning som opholdsrum tages i brug februar 2003.
- Det er planlagt at en 3. generations-kunstgræsbane opføres inden sæsonstart (i april) 2007. Banen vil kunne bruges til turneringskampe.

## Ekstern henvisning
- Kløvermarkens Café www.facebook.com
- Kløvermarkens Idrætsanlæg

## Fodnoter
1. ↑  Færre boldbaner på Kløvermarken Arkiveret 28. september 2007 hos  Wayback Machine Frederiksberg Blader, den 30. april 2007.

|  | Denne artikel om lokaliteten Kløvermarkens Idrætsanlæg kan blive bedre, hvis der indsættes et (bedre) billede. Du kan hjælpe ved at afsøge Wikimedia Commons for et passende billede eller lægge et op på Wikimedia Commons med en af de tilladte licenser og indsætte det i artiklen. |

55°40′20.66″N 12°36′37.96″Ø / 55.6724056°N 12.6105444°Ø